# Gårdby
Gårdby – miejscowość (tätort) w Szwecji, w regionie administracyjnym (län) Kalmar, w gminie Mörbylånga.
Według danych Szwedzkiego Urzędu Statystycznego liczba ludności wyniosła: 277 (31 grudnia 2015), 279 (31 grudnia 2018) i 263 (31 grudnia 2019).